# Brachyphyllum
Brachyphyllum (wat 'kort blad' betekent) is een vormgeslacht van het gebladerte van fossiele naaldplanten. Planten van het geslacht zijn op verschillende manieren toegewezen aan verschillende naaldboomgroepen, waaronder Araucariaceae en Cheirolepidiaceae. Ze zijn bekend van over de hele wereld, van het Laat-Carboon tot het Laat-Krijt.

## Soorten
- † B. yorkense
- † B. castatum
- † B. castilhoi
- † B. punctatum
- † B. sattlerae - een taxon uit de Crato-formatie van Brazilië, benoemd naar de fictieve palaeobotanicus Ellie Sattler uit de Jurassic Park-franchise.
- † B. japonicum

## Locaties van paleontologische vindplaatsen
- In Geopark Paleorrota in Brazilië; Laat-Trias, de Caturrita-formatie
- De Caballos-formatie van Tolima, Colombia
- De El Plan-formatie van het departement Francisco Morazan, Honduras
- De Crato-formatie van Brazilië
- De Hasandong-formatie en de Jinju-formatie van Zuid-Korea